# Mładen Kuczew
Mładen Weliczkow Kuczew (bułg. Младен Величков Кучев, ur. 29 stycznia 1947 w Zgalewie) – bułgarski sztangista, wicemistrz olimpijski oraz czterokrotny medalista mistrzostw świata.

## Kariera
Pierwszy sukces w karierze osiągnął w 1969 roku, kiedy zdobył srebrny medal w wadze piórkowej podczas mistrzostw świata w Warszawie. W zawodach tych rozdzielił na podium Japończyka Yoshiyukiego Miyake i Dito Szanidze z ZSRR. W tym samym roku Bułgar został także mistrzem Europy. Na rozgrywanych rok później mistrzostwach świata w Columbus zwyciężył Polak Mieczysław Nowak przed swym rodakiem Janem Wojnowskim i Yoshiyukim Miyake. Po mistrzostwach całą trójkę zdyskwalifikowano za stosowanie niedozwolonych środków; złoto otrzymał Węgier János Benedek, srebro Kuczew, a brąz Włoch Peppino Tanti. Jednakże już po roku dyskwalifikację cofnięto i przywrócono pierwotne wyniki, a działacze Międzynarodowej Federacji Podnoszenia Ciężarów przeprosili z pomyłkę.
Od 1971 roku startował w wadze lekkiej. W 1972 roku wystartował na igrzyskach olimpijskich w Monachium, gdzie wywalczył srebrny medal. W zawodach tych lepszy był tylko Mucharbij Kirżynow z ZSRR, a trzecie miejsce zajął Polak Zbigniew Kaczmarek. Podczas mistrzostw świata w Hawanie Kuczew ponownie zajął drugie miejsce, kolejny raz przegrywając z Kirżynowem. Ostatni sukces osiągnął w 1975 roku, zdobywając brązowy medal na mistrzostwach świata w Moskwie, gdzie wyprzedzili go reprezentant gospodarzy Petro Korol oraz Zbigniew Kaczmarek. Ponadto triumfował na mistrzostwach Europy w latach 1969, 1970 i 1972, w 1973 roku był drugi, a dwa lata później trzeci.
W latach 1969–1972 pobił 10 rekordów świata.